# Данвілл (Меріленд)
Данвілл (англ. Danville) — переписна місцевість (CDP) в США, в окрузі Аллегені штату Меріленд. Населення — 224 особи (2020).

## Географія
Данвілл розташований за координатами 39°30′36″ пн. ш. 78°55′3″ зх. д. / 39.51000° пн. ш. 78.91750° зх. д. (39.510118, -78.917584).  За даними Бюро перепису населення США в 2010 році переписна місцевість мала площу 2,95 км², з яких 2,95 км² — суходіл та 0,00 км² — водойми.

## Демографія
Згідно з переписом 2010 року, у переписній місцевості мешкала 271 особа в 108 домогосподарствах у складі 87 родин. Густота населення становила 92 особи/км².  Було 130 помешкань (44/км²).
Расовий склад населення:
| - 96,7 % — білих - 1,5 % — азіатів |

До двох чи більше рас належало 1,8 %. Частка іспаномовних становила 1,1 % від усіх жителів.
За віковим діапазоном населення розподілялося таким чином: 21,0 % — особи молодші 18 років, 61,3 % — особи у віці 18—64 років, 17,7 % — особи у віці 65 років та старші. Медіана віку мешканця становила 44,1 року. На 100 осіб жіночої статі у переписній місцевості припадало 106,9 чоловіків;  на 100 жінок у віці від 18 років та старших — 100,0 чоловіків також старших 18 років.
За межею бідності перебувало 8,5 % осіб, у тому числі 0,0 % дітей у віці до 18 років та 0,0 % осіб у віці 65 років та старших.
Цивільне працевлаштоване населення становило 228 осіб. Основні галузі зайнятості: мистецтво, розваги та відпочинок — 39,5 %, публічна адміністрація — 21,9 %, фінанси, страхування та нерухомість — 12,3 %, роздрібна торгівля — 8,8 %.